# Camille Schmitt
Pour les articles homonymes, voir Schmitt.
François Camille Antoine Schmitt, né le 24 janvier 1876 à Sarreguemines et mort le 1er décembre 1957 à Nancy, est un médecin et homme politique français. Élu conseiller général de Meurthe-et-Moselle en 1925, il est maire de Nancy de décembre 1933 à septembre 1944.

## Biographie
François Camille Antoine Schmitt naît en 1876 à Sarreguemines, de Jules Camille Schmitt, entrepreneur, et Marie Agnès Schmitt, son épouse,. Ses parents d'origine mosellane optent pour la France et viennent s'installer à Nancy en 1890. Après une scolarité au lycée Henri-Poincaré, il entre à la faculté de médecine de la ville et passe sa thèse en 1902 (Rupture utérine au cours de l'accouchement).
Sa carrière de médecin généraliste est interrompue par la Première Guerre mondiale ; il est mobilisé avec le grade de capitaine. Participant aux combats au Chemin des Dames, il est décoré de la Croix de Guerre avec citation.
Conseiller municipal dès 1911, il est élu premier adjoint en 1919, puis réélu en 1925.
Membre du parti radical-socialiste, il est un radical modéré. Il est élu maire le 15 décembre 1933, après un litige avec MM. Noël et Daum, qui est examiné en Conseil d'État. C'est durant son mandat qu'est créée une colonie scolaire (colonie scolaire Joseph Antoine) sur le plateau de Gentilly dominant Nancy, en limite de la forêt de Haye : cette structure pouvait accueillir 300 enfants en période scolaire et 2 000 en période de vacances, enfants que la médecine scolaire avait repérés comme étant chétifs ou physiquement en difficulté. Ce projet datait de 1913 mais n'avait pas été mis en application en raison de la guerre.
Il fait déclarer Nancy « ville ouverte » au moment de l’approche des soldats allemands, en juin 1940.
En juin 1940, alors que l'administration passe sous l'autorité de l'occupant (Nancy est en zone interdite), il reste à son poste et est confirmé dans ses fonctions par la nouvelle administration française le 22 mars 1941. Le 24 octobre 1941, Camille Schmitt demande aux employés municipaux de signer un document où ils affirment n’être « ni gaulliste, ni communiste et qu’ils suivent loyalement les directives du gouvernement du Maréchal ». Ce sera la seule ville de France dans ce cas. Il est aussi nommé en septembre 1943 président du conseil départemental, organe créé par le régime de Vichy pour remplacer le conseil général. Cette collaboration obligatoire qu'il tolère lui sera reprochée : il est démis de ses fonctions au lendemain de la libération de Nancy, le 14 septembre 1944 — les fonctions de maire sont alors assurées par Jean Prouvé.
Aux municipales d'avril-mai 1945, il mène une liste comprenant plusieurs anciens conseillers municipaux, parvient à réunir sur son nom plus de 11 000 voix (mais des colistiers obtiennent davantage de voix) et se retire avant le second tour,.
Après examen de ses actes durant cette période difficile, les critiques se calment (on constate qu'il est parvenu à faire commuer la peine de mort prononcée contre quatre résistants en une peine de dix ans de réclusion par le général von Stülpnagel) et il est réélu conseiller municipal en 1953.
Il meurt d'une crise cardiaque le 1er décembre 1957 à Nancy.

## Hommages et décorations
Camille Schmitt était :
- chevalier de la Légion d'honneur depuis 1924[3] ;
- officier de la Légion d'honneur depuis 1933[3] ;
- président d'honneur de la Fédération radicale et radicale-socialiste ;
- vice-président de l'Association des maires de France ;
- décoré de l'ordre de la Couronne de chêne du Grand-Duché de Luxembourg.

Une rue de Nancy porte le nom de Docteur-Schmitt par délibération municipale du 13 janvier 1958.

## Sources
- Jean Schmitt, Au fil des rues... Les médecins célèbres de Nancy. Éditions de l'Est. 1996 (ISBN 2-86955-171-1)